# Llista d'asteroides/93101–93200
| Nom         | Designació provisional | Data de descobriment | Lloc de descobriment | Descobridor/s              |
| ----------- | ---------------------- | -------------------- | -------------------- | -------------------------- |
| 93101 -     | 2000 SU42              | 26 de setembre, 2000 | Bisei SG Center      | BATTeRS                    |
| 93102 Leroy | 2000 ST43              | 27 de setembre, 2000 | Sainte-Clotilde      | R. Chassagne, C. Demeautis |
| 93103 -     | 2000 SA44              | 23 de setembre, 2000 | Socorro              | LINEAR                     |
| 93104 -     | 2000 SK45              | 22 de setembre, 2000 | Socorro              | LINEAR                     |
| 93105 -     | 2000 SB47              | 23 de setembre, 2000 | Socorro              | LINEAR                     |
| 93106 -     | 2000 ST47              | 23 de setembre, 2000 | Socorro              | LINEAR                     |
| 93107 -     | 2000 SA49              | 23 de setembre, 2000 | Socorro              | LINEAR                     |
| 93108 -     | 2000 SA50              | 23 de setembre, 2000 | Socorro              | LINEAR                     |
| 93109 -     | 2000 SN52              | 23 de setembre, 2000 | Socorro              | LINEAR                     |
| 93110 -     | 2000 SA54              | 24 de setembre, 2000 | Socorro              | LINEAR                     |
| 93111 -     | 2000 SJ55              | 24 de setembre, 2000 | Socorro              | LINEAR                     |
| 93112 -     | 2000 SP56              | 24 de setembre, 2000 | Socorro              | LINEAR                     |
| 93113 -     | 2000 SZ56              | 24 de setembre, 2000 | Socorro              | LINEAR                     |
| 93114 -     | 2000 SE58              | 24 de setembre, 2000 | Socorro              | LINEAR                     |
| 93115 -     | 2000 SJ58              | 24 de setembre, 2000 | Socorro              | LINEAR                     |
| 93116 -     | 2000 SL58              | 24 de setembre, 2000 | Socorro              | LINEAR                     |
| 93117 -     | 2000 SM58              | 24 de setembre, 2000 | Socorro              | LINEAR                     |
| 93118 -     | 2000 SY58              | 24 de setembre, 2000 | Socorro              | LINEAR                     |
| 93119 -     | 2000 SJ59              | 24 de setembre, 2000 | Socorro              | LINEAR                     |
| 93120 -     | 2000 SK59              | 24 de setembre, 2000 | Socorro              | LINEAR                     |
| 93121 -     | 2000 SY59              | 24 de setembre, 2000 | Socorro              | LINEAR                     |
| 93122 -     | 2000 SB61              | 24 de setembre, 2000 | Socorro              | LINEAR                     |
| 93123 -     | 2000 SK61              | 24 de setembre, 2000 | Socorro              | LINEAR                     |
| 93124 -     | 2000 SU61              | 24 de setembre, 2000 | Socorro              | LINEAR                     |
| 93125 -     | 2000 SJ62              | 24 de setembre, 2000 | Socorro              | LINEAR                     |
| 93126 -     | 2000 SY62              | 24 de setembre, 2000 | Socorro              | LINEAR                     |
| 93127 -     | 2000 SW63              | 24 de setembre, 2000 | Socorro              | LINEAR                     |
| 93128 -     | 2000 SN64              | 24 de setembre, 2000 | Socorro              | LINEAR                     |
| 93129 -     | 2000 ST65              | 24 de setembre, 2000 | Socorro              | LINEAR                     |
| 93130 -     | 2000 SZ65              | 24 de setembre, 2000 | Socorro              | LINEAR                     |
| 93131 -     | 2000 SV67              | 24 de setembre, 2000 | Socorro              | LINEAR                     |
| 93132 -     | 2000 SJ69              | 24 de setembre, 2000 | Socorro              | LINEAR                     |
| 93133 -     | 2000 SS69              | 24 de setembre, 2000 | Socorro              | LINEAR                     |
| 93134 -     | 2000 SB70              | 24 de setembre, 2000 | Socorro              | LINEAR                     |
| 93135 -     | 2000 SX70              | 24 de setembre, 2000 | Socorro              | LINEAR                     |
| 93136 -     | 2000 SZ70              | 24 de setembre, 2000 | Socorro              | LINEAR                     |
| 93137 -     | 2000 SC71              | 24 de setembre, 2000 | Socorro              | LINEAR                     |
| 93138 -     | 2000 SK71              | 24 de setembre, 2000 | Socorro              | LINEAR                     |
| 93139 -     | 2000 SZ71              | 24 de setembre, 2000 | Socorro              | LINEAR                     |
| 93140 -     | 2000 SC72              | 24 de setembre, 2000 | Socorro              | LINEAR                     |
| 93141 -     | 2000 SY72              | 24 de setembre, 2000 | Socorro              | LINEAR                     |
| 93142 -     | 2000 SE73              | 24 de setembre, 2000 | Socorro              | LINEAR                     |
| 93143 -     | 2000 SE75              | 24 de setembre, 2000 | Socorro              | LINEAR                     |
| 93144 -     | 2000 SM78              | 24 de setembre, 2000 | Socorro              | LINEAR                     |
| 93145 -     | 2000 SS78              | 24 de setembre, 2000 | Socorro              | LINEAR                     |
| 93146 -     | 2000 SU78              | 24 de setembre, 2000 | Socorro              | LINEAR                     |
| 93147 -     | 2000 SA80              | 24 de setembre, 2000 | Socorro              | LINEAR                     |
| 93148 -     | 2000 SC80              | 24 de setembre, 2000 | Socorro              | LINEAR                     |
| 93149 -     | 2000 SM80              | 24 de setembre, 2000 | Socorro              | LINEAR                     |
| 93150 -     | 2000 SC81              | 24 de setembre, 2000 | Socorro              | LINEAR                     |
| 93151 -     | 2000 SD82              | 24 de setembre, 2000 | Socorro              | LINEAR                     |
| 93152 -     | 2000 ST83              | 24 de setembre, 2000 | Socorro              | LINEAR                     |
| 93153 -     | 2000 SF84              | 24 de setembre, 2000 | Socorro              | LINEAR                     |
| 93154 -     | 2000 SK84              | 24 de setembre, 2000 | Socorro              | LINEAR                     |
| 93155 -     | 2000 SX84              | 24 de setembre, 2000 | Socorro              | LINEAR                     |
| 93156 -     | 2000 SB85              | 24 de setembre, 2000 | Socorro              | LINEAR                     |
| 93157 -     | 2000 SD85              | 24 de setembre, 2000 | Socorro              | LINEAR                     |
| 93158 -     | 2000 SK85              | 24 de setembre, 2000 | Socorro              | LINEAR                     |
| 93159 -     | 2000 SZ86              | 24 de setembre, 2000 | Socorro              | LINEAR                     |
| 93160 -     | 2000 SU87              | 24 de setembre, 2000 | Socorro              | LINEAR                     |
| 93161 -     | 2000 SX87              | 24 de setembre, 2000 | Socorro              | LINEAR                     |
| 93162 -     | 2000 SJ88              | 24 de setembre, 2000 | Socorro              | LINEAR                     |
| 93163 -     | 2000 SC89              | 25 de setembre, 2000 | Socorro              | LINEAR                     |
| 93164 -     | 2000 SR89              | 29 de setembre, 2000 | Emerald Lane         | L. Ball                    |
| 93165 -     | 2000 SE93              | 23 de setembre, 2000 | Socorro              | LINEAR                     |
| 93166 -     | 2000 SF95              | 23 de setembre, 2000 | Socorro              | LINEAR                     |
| 93167 -     | 2000 SS95              | 23 de setembre, 2000 | Socorro              | LINEAR                     |
| 93168 -     | 2000 SZ96              | 23 de setembre, 2000 | Socorro              | LINEAR                     |
| 93169 -     | 2000 SC98              | 23 de setembre, 2000 | Socorro              | LINEAR                     |
| 93170 -     | 2000 SS98              | 23 de setembre, 2000 | Socorro              | LINEAR                     |
| 93171 -     | 2000 SJ99              | 23 de setembre, 2000 | Socorro              | LINEAR                     |
| 93172 -     | 2000 SQ100             | 23 de setembre, 2000 | Socorro              | LINEAR                     |
| 93173 -     | 2000 SQ101             | 24 de setembre, 2000 | Socorro              | LINEAR                     |
| 93174 -     | 2000 SY101             | 24 de setembre, 2000 | Socorro              | LINEAR                     |
| 93175 -     | 2000 SL102             | 24 de setembre, 2000 | Socorro              | LINEAR                     |
| 93176 -     | 2000 SA103             | 24 de setembre, 2000 | Socorro              | LINEAR                     |
| 93177 -     | 2000 SP103             | 24 de setembre, 2000 | Socorro              | LINEAR                     |
| 93178 -     | 2000 SW103             | 24 de setembre, 2000 | Socorro              | LINEAR                     |
| 93179 -     | 2000 SH104             | 24 de setembre, 2000 | Socorro              | LINEAR                     |
| 93180 -     | 2000 SS104             | 24 de setembre, 2000 | Socorro              | LINEAR                     |
| 93181 -     | 2000 ST104             | 24 de setembre, 2000 | Socorro              | LINEAR                     |
| 93182 -     | 2000 SB105             | 24 de setembre, 2000 | Socorro              | LINEAR                     |
| 93183 -     | 2000 SC106             | 24 de setembre, 2000 | Socorro              | LINEAR                     |
| 93184 -     | 2000 SV107             | 24 de setembre, 2000 | Socorro              | LINEAR                     |
| 93185 -     | 2000 SH108             | 24 de setembre, 2000 | Socorro              | LINEAR                     |
| 93186 -     | 2000 SR108             | 24 de setembre, 2000 | Socorro              | LINEAR                     |
| 93187 -     | 2000 SV109             | 24 de setembre, 2000 | Socorro              | LINEAR                     |
| 93188 -     | 2000 SF110             | 24 de setembre, 2000 | Socorro              | LINEAR                     |
| 93189 -     | 2000 SZ110             | 24 de setembre, 2000 | Socorro              | LINEAR                     |
| 93190 -     | 2000 SN111             | 24 de setembre, 2000 | Socorro              | LINEAR                     |
| 93191 -     | 2000 SO111             | 24 de setembre, 2000 | Socorro              | LINEAR                     |
| 93192 -     | 2000 SV111             | 24 de setembre, 2000 | Socorro              | LINEAR                     |
| 93193 -     | 2000 SC112             | 24 de setembre, 2000 | Socorro              | LINEAR                     |
| 93194 -     | 2000 SD112             | 24 de setembre, 2000 | Socorro              | LINEAR                     |
| 93195 -     | 2000 SV112             | 24 de setembre, 2000 | Socorro              | LINEAR                     |
| 93196 -     | 2000 SU113             | 24 de setembre, 2000 | Socorro              | LINEAR                     |
| 93197 -     | 2000 SO114             | 24 de setembre, 2000 | Socorro              | LINEAR                     |
| 93198 -     | 2000 ST114             | 24 de setembre, 2000 | Socorro              | LINEAR                     |
| 93199 -     | 2000 SF115             | 24 de setembre, 2000 | Socorro              | LINEAR                     |
| 93200 -     | 2000 SS115             | 24 de setembre, 2000 | Socorro              | LINEAR                     |